# Gastrotheca excubitor
Gastrotheca excubitor är en groddjursart som beskrevs av William Edward Duellman och Thomas H. Fritts 1972. Gastrotheca excubitor ingår i släktet Gastrotheca och familjen Hemiphractidae. IUCN kategoriserar arten globalt som sårbar. Inga underarter finns listade i Catalogue of Life.